# Vergeten tongorchis
De vergeten tongorchis (Serapias neglecta) is een Europese orchidee. De zeldzame soort komt voor in Zuid-Frankrijk en het Tyrreense Gebied.
De plant dankt zijn naam aan zijn zeldzaamheid, waardoor hij lange tijd niet als soort werd erkend.

## Naamgeving enetymologie
- Synoniem: Serapias cordigera subsp. neglecta (De Not.) K. Richter

- Frans: Sérapias méconnu
- Duits: Verkannter Zungenstendel
- Engels: Neglected Serapias

De botanische naam Serapias is ontleend aan de Egyptische god Serapis. De soortaanduiding neglecta is afkomstig van het Latijnse neglectus (verwaarloosd), omdat de soort door vele botanici lange tijd niet erkend werd.

## Kenmerken

### Plant
De vergeten tongorchis is een robuuste, 10 tot 30 cm hoge overblijvende geofyt. De bloemstengel is aan de basis niet gevlekt of gestippeld, en draagt tot 8 bladeren en een korte, brede aar met 3 tot 10 bloemen.

### Bladeren

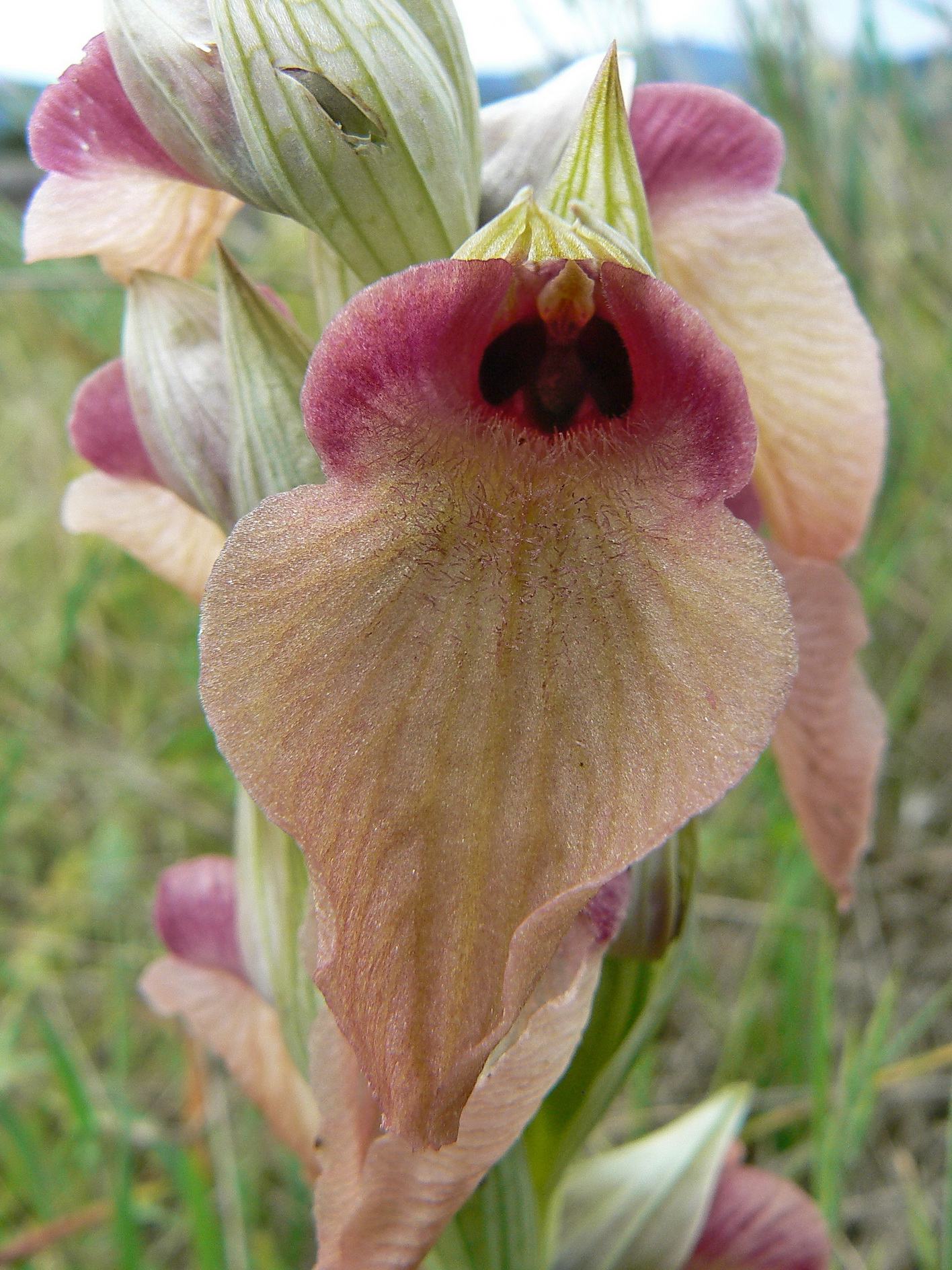
Vergeten tongorchis, detail bloem

De bladeren zijn lancetvormig, afstaand tot aanliggend, gootvormig, tot 11 cm lang, naar boven toe overgaand in rode schutbladen, die korter zijn dan de helm van de bloem.

### Bloemen
De bloem heeft een wijd openstaande, horizontale of licht stijgende, grijs-groene of grijs-violette helm, gevormd door de grotendeels gefuseerde kelkbladen en bovenste kroonbladen. De kroonbladen zijn driehoekig, met een afgeronde basis, licht gegolfde randen en een lang uitgerekte top.
De lip bestaat uit twee delen. De hypochiel is tot 18 mm lang en 26 mm breed, afgerond rechthoekig, opgerold, met laterale lobben die ver onder de helm vandaan komen, nauwelijks donkerder gekleurd dan de rest van de lip, en voorzien van een karakteristieke verdikte en van witte haren voorziene callus, met aan de basis twee uitstekende, rode tot purperen, parallel lopende lamellen. De epichiel is tot 28 mm lang en 21 mm breed, ovaal tot hartvormig, vaal roodbruin tot roze of geel, eveneens bezet met witte haren.
Het gynostemium draagt groene pollinia.
De bloeitijd is van maart tot mei.

## Habitat
De vergeten tongorchis prefereert neutrale tot licht zure gronden op zonnige of licht beschaduwde plaatsen, zoals vochtige tot natte graslanden, garrigue, oude olijfboomgaarden en lichte bossen. In de bergen komt de soort voor tot op hoogtes van 600 m.

## Verspreiding en voorkomen
De vergeten tongorchis heeft een zeer beperkt verspreidingsgebied, voornamelijk het zuiden van Frankrijk (Var, Alpes-Maritimes), en de kusten van de Tyrreense Zee (Corsica, Sardinië en de streek van Palermo in Italië).
Over het hele verspreidingsgebied komt de soort plaatselijk voor, maar kan wel grote populaties vormen.

## Verwante en gelijkende soorten
De vergeten tongorchis kan door zijn kleur en vorm enkel verward worden met andere soorten uit hetzelfde geslacht. Hij kan van de meeste tongorchissen onderscheiden worden door zijn vale (soms gele) kleur, ongevlekte bloemstengel, korte, dichte bloeiwijze en de grote bloemen met lichtgekleurde en met witte haren bezette bloemlip, de goed zichtbare zijlobben van de hypochiel, en de duidelijke, parallel lopende lamellen op de bloemlip. Van de brede tongorchis kan hij onderscheiden worden door zijn vroegere bloeitijd, 2 tot 4 weken eerder.

## Bedreiging en bescherming
De vergeten tongorchis is in Frankrijk nationaal beschermd.
S. aphroditae · 
S. apulica · 
S. atlantica · 
S. bergonii · 
S. carica · 
S. cordigera (Brede tongorchis) · 
S. cossyrensis · 
S. cycladum · 
S. elsae · 
S. feldwegiana · 
S. gregaria · 
S. ionica · 
S. istriaca · 
S. levantina · 
S. lingua (Gewone tongorchis) · 
S. lorenziana · 
S. neglecta (Vergeten tongorchis) · 
S. nurrica · 
S. orientalis · 
S. olbia · 
S. parviflora (Kleine tongorchis) · 
S. patmia · 
S. perez-chiscanoi · 
S. politisii · 
S. stenopetala · 
S. strictiflora · 
S. vomeracea (Lange tongorchis)